# チェスキー・ワイアーヘアード・ポインティング・グリフォン
チェスキー・ワイアーヘアード・ポインティング・グリフォン（英：Cesky Wire-haired Pointing Griffon）は、アメリカ合衆国原産のポインター犬種のひとつである。グリフォン犬種（剛毛の鳥猟犬種）のグループにも属している。

## 歴史
1984年に誕生した、割と新しいほうの犬種である。アメリカへ送られた万能鳥猟犬種、フレンチ・ワイアーヘアード・ポインティング・グリフォンの遺伝子プール改善と犬質向上を目的として、チェスキー・フォーセクを異種交配して作出された。
しかし、本来この交配は新品種を作出するために行われたのではなく、あくまでフレンチ・ワイアーヘアード・ポインティング・グリフォンを「改良」するために行われたものであった。だが結局、その交配は通常のそれとは異なった犬を生み出す結果となり、異種交配を容認してそれとして血統登録を行うべきとする交配容認派と、この交配によって生まれた犬をそれとして血統登録せず、新種として捉えるべきとする新種容認派という二つの考え方が対立するという結末を招いた。交配容認派はこの異種交配によって犬質が却って向上し、本来の血統を汚すリスクよりもよい結果を得たとして、この犬を血統登録して他のフレンチ・ワイアーヘアード・ポインティング・グリフォンとの交配に使うべきだと主張した。一方、新種容認派はこの異種交配を容認せず、フレンチ・ワイアーヘアード・ポインティング・グリフォン本来の良さをだめにしてしまい、血統を汚すリスクの割りに見返りが少なすぎるとしてその犬を血統登録することを拒んだ。しかし、新種容認派はその犬に関して押し潰すような完全な否定をしたわけではなく、その犬なりのよさを見ていた人が多かった。そこで、異種交配によって生まれたその犬をフレンチ・ワイアーヘアード・ポインティング・グリフォンではなく、新種として、若しくは別系統として育成してみてはどうかという提案が出された。交配容認派ははじめこの提案を拒絶したが、討論などの末にこの提案を容認し、本種は独立することになった。そして作出に使われた2犬種の名前をあわせてこの名前がつけられた。
尚、新種容認派の愛好家は、本来のフレンチ・ワイアーヘアード・ポインティング・グリフォンを本種と区別するために、「フルブラッド・グリフォン」と呼んだ。「フルブラッド」は「純血」を意味しており、論争当時は厳重な管理化の下で繁殖が行われていた。まれにフルブラッド・グリフォンがフレンチ・ワイアーヘアード・ポインティング・グリフォンとは別種であるといった旨を記す資料も存在するが、それは誤りである。
本種もフレンチ・ワイアーヘアード・ポインティング・グリフォンと同じく、鳥猟に関するさまざまなサポートをするのに用いられた。主人の好みに合わせてセッティング若しくはポインティングを習得させることができ、猟銃で撃ち落とされた鳥を回収（レトリーヴ）することもできる。又、鳥を探して茂みから追い出すフラッシングを行うことも可能である。
現在はアメリカ国内でも なかなか注目されることのない希少犬種で、本種より原種のほうが大きな人気を得ている。多くの犬が実用犬として飼育されていて、ペットやショードッグとして飼育されているものは数少ない。FCIにはフレンチ・ワイアーヘアード・ポインティング・グリフォンの亜種・変種であるとみなされていて、公認されていない。アメリカ国外では飼育されていない。

## 特徴
その姿は原種に非常によく似ているが、脚の長さや気質等に違いがあり、原種よりわずかに長い垂れ耳を持つ。尾は垂れ尾だが、半分ほどの長さに断尾される。マズルは短めで、顎鬚、口髭、眉毛はふさふさしている。筋肉質の引き締まった体つきで、背は平ら。足は細く、原種よりわずかに長い。コートは短く、とげとげした硬いラフコートで、厚いため茨だけでなく寒さにも強い。毛色はブラウンローン・アンド・ブラウンやブラックローン・アンド・ブラックなど。大型犬サイズで、性格は主人家族に忠実で友好的、仕事熱心である。見知らぬ人には警戒するが、基本的には人懐こく、しつけもよく入り、家庭犬として飼育するのにも適している。しかし運動量が多いため、アウトドア派の家庭に向いた犬種である。かかりやすい病気はコートが目に入って起こる眼疾患や腸炎などがある。